# Доза
Доза, дозировка (на латински: Dosis, -is) или дажба е медико-фармакологичен термин, който означава определено количество от някаква субстанция или вещество.

## Видове дози
- Абсолютна доза (на лат. Dosis absoluta) – точно определено количество лекарство, измерено в конкретни тегловни или обемни единици.
- Относителна (релативна) доза (на лат. Dosis relativa) – количеството лекарство, необходимо за единица от телесната маса на пациента; измерва се в тегловни или обемни единици за килограм телесно тегло, най-често в мг/кг.
- Доза за еднократно приложение (еднократна доза, на лат. Dosis pro dosi) – количеството лекарство, което се взема/използва при един прием/едно въвеждане.
- Доза за дневно приложение (денонощна доза, на лат. Dosis pro die) – общото количество лекарство, което се взема за едно денонощие.
- Доза за целия курс на лечение (обща доза, на лат. Dosis pro cura) – общото количество лекарство, което се използва за целия курс на лечение.
- Минимална доза (на лат. Dosis minima) – най-малкото количество лекарство, което оказва някакъв лечебен ефект.
- Лечебна (терапевтична) доза (на лат. Dosis therapeutica) – количеството лекарство, което оказва най-добър лечебен ефект.
- Максимална доза (на лат. Dosis maxima) – най-голямото количество лекарство, което има лечебен ефект, без да оказва дълготрайни увреждания върху здравето на пациента.
- Отровна доза (на лат. Dosis toxica) – такова количество лекарство, чиито вредни странични ефекти върху здравето на пациента са по-големи от оказаното му лечебно въздействие:
  - средна смъртоносна доза;
  - минимална смъртоносна доза.
- Доза за вътрешен прием (перорална доза, на лат. Dosis per os) – количеството лекарство, което оказва лечебно въздействие след като се вземе вътрешно (през устата).
- Доза за парентерално въвеждане (парентерална доза, на лат. Dosis par enteralis) – количеството лекарство, което оказва лечебно въздействие след като се въведе инжективно в организма.

## Dosis sola facit venenum
Dosis sola facit venenum е латинска сентенция, която в буквален превод означава „Дозата сама прави отровата“, т.е. всичко излишно е вредно.